# Выборы губернатора Тюменской области (2023)
Выборы губернатора губернатора Тюменской области 2023 года состоялись 10 сентября в единый день голосования.
В данном регионе выборы губернатора проводятся по единому избирательному округу, куда входит территория Тюменской области вместе Ханты-Мансийским и Ямало-Ненецким автономными округами.

## Предшествующие события
11 мая 2023 года президент России Владимир Путин на встрече с действующим губернатором Тюменской области Александром Моором, поддержал решение последнего баллотироваться на второй срок, оценив его работу на данном посту как «удовлетворительную, хорошую».

## Ход выборов
На выборы губернатора губернатора Тюменской области 2023 года своих кандидатов выдвинули четыре партии: ЛДПР — депутата Заксобрания Ямало-Ненецкого автономного округа Дениса Садовникова; КПРФ — депутата Тюменской областной думы Ивана Левченко; «Единая Россия» — действующего главу региона Александра Моора; «Справедливая Россия — Патриоты — За Правду» — председателя местного отделения Владимира Пискайкина. 27 июля 2023 года избирком Тюменской области сообщил о регистрации всех указанных кандидатов.

## Результаты выборов
По данным регионального избиркома, явка на выборах губернатора Тюменской области 2023 года составила 50,76 %, существенных нарушений в ходе голосования выявлено не было. Было задействовано 64 территориальных и 2 005 участковых избирательных комиссий. Победу на выборах с результатом 78,77 % голосов избирателей, пришедших на выборы, одержал действующий губернатор Александр Моор. Второе место завоевал Денис Садовников, получивший 8,26 %. Третье — Иван Левченко, набравший 7,93 %. Четвертое — Владимир Пискайкин, за которого проголосовало 3,62 % избирателей.
| Место | Место | Кандидат           | Голосов   | %     |
| ----- | ----- | ------------------ | --------- | ----- |
|       | 1.    | Александр Моор     | 1 069 735 | 78,77 |
|       | 2.    | Денис Садовников   | 112 126   | 8,26  |
|       | 3.    | Иван Левченко      | 107 660   | 7,93  |
|       | 4.    | Владимир Пискайкин | 49 203    | 3,62  |